# 城头山遗址

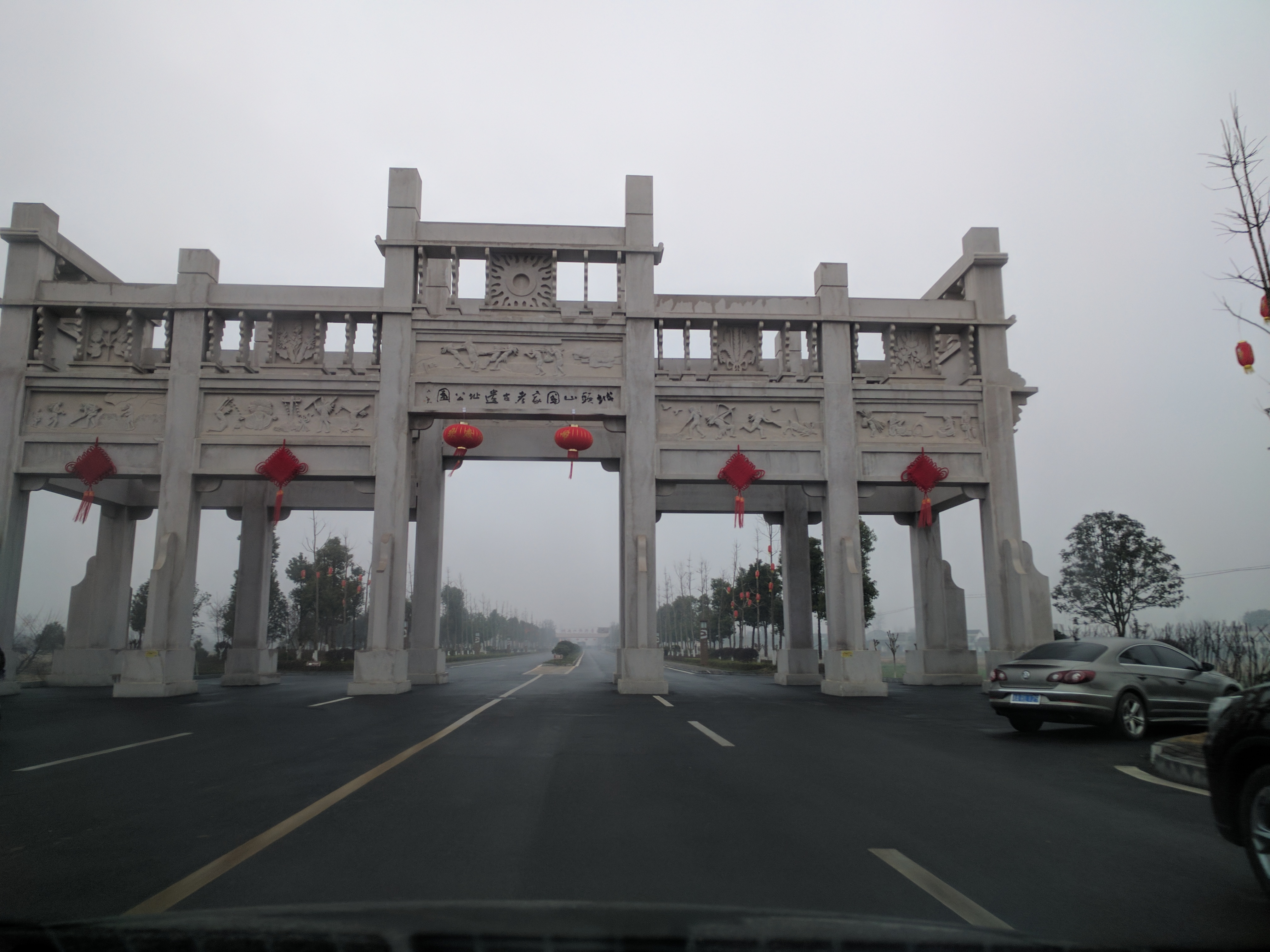
城头山遗址的大门（新）

城头山遗址位于中国湖南省常德市澧县车溪乡南岳村，地理坐标为北纬29°41′，东经111°40′。它是中国南方史前大溪文化至石家河文化时期的遗址。在1996年，该遗址被中华人民共和国国务院批准为全国重点文物保护单位。在2002年，城头山古文化遗址被评为“中国20世纪100项考古大发现”之一。2010年上海世博会期间，城头山遗址的模型作为中国馆的第一件展品展出。
城头山古文化遗址不仅发现中国目前最早的大溪文化早期城址，还发现了目前世界最早的人工栽培水稻田。

## 发现
1979年7月，澧县文物专干曹传松在全县文物普查中发现该遗址。1991年至2001年，湖南省文物考古研究所进行系统性发掘，确认其为迄今中国发现年代最早、保存最完整的新石器时代城址。2016年，遗址建成国家考古遗址公园并向公众开放。

## 遗迹
平面呈圆形，外圆直径315-325米，总面积约8万平方米。城墙经历四次修筑：大溪文化早期初建，屈家岭文化时期两次扩建，石家河文化中期废弃。现存宽度35米，兼具防洪与防御功能，南段发现木桨、船艄等水上交通工具。城内划分为居住区、制陶作坊区（含10座陶窑）、墓葬区（含屈肢葬与瓮棺葬）及祭坛，体现早期城市规划。